# Leucochrysa (Nodita) dimidia
Leucochrysa (Nodita) dimidia is een insect uit de familie van de gaasvliegen (Chrysopidae), die tot de orde netvleugeligen (Neuroptera) behoort. 
Leucochrysa (Nodita) dimidia is voor het eerst wetenschappelijk beschreven door Navás in 1925.